# Dicranomyia (Dicranomyia) strobli
Dicranomyia (Dicranomyia) strobli is een tweevleugelige uit de familie steltmuggen (Limoniidae). De soort komt voor in het Palearctisch gebied.